# Koto Majidin Hilir
Koto Majidin Hilir is een bestuurslaag in het regentschap Kerinci van de provincie Jambi, Indonesië. Koto Majidin Hilir telt 1509 inwoners (volkstelling 2010).